# Liste des intercommunalités des Alpes-Maritimes

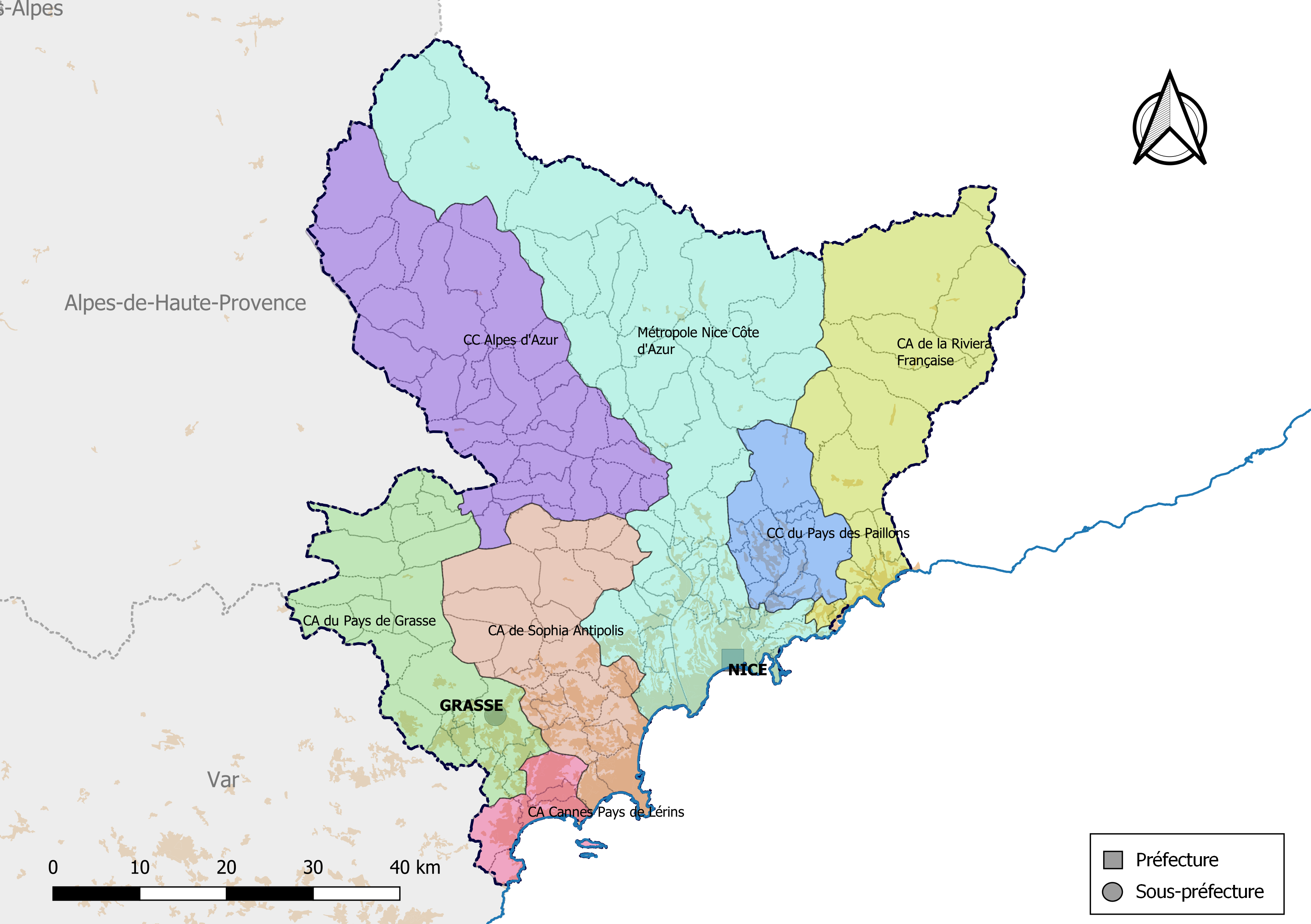
Carte des EPCI des Alpes-Maritimes au 1er janvier 2019.

Le département des Alpes-Maritimes comprend au 1er janvier 2014 sept structures intercommunales : une métropole, quatre communautés d'agglomération et deux communautés de communes regroupant la totalité des 163 communes du département. Le découpage intercommunal n'a pas été modifié au 1er janvier 2017 car il est conforme à la loi Notre.

## Intercommunalités actuelles
Depuis le 1er janvier 2014, le département comporte les sept intercommunalités suivantes :
| Forme juridique            | Nom                                                     | no SIREN  | Date de création | Nombre de communes | Population (der. pop. légale) | Superficie (km2) | Densité (hab./km2) | Siège          | Président | Président           | Parti        |
| -------------------------- | ------------------------------------------------------- | --------- | ---------------- | ------------------ | ----------------------------- | ---------------- | ------------------ | -------------- | --------- | ------------------- | ------------ |
| Métropole                  | Métropole Nice Côte d'Azur                              | 200030195 | 31 décembre 2011 | 51                 | 560 351 (2021)                | 1 479,70         | 379                | Nice           |           | Christian Estrosi   | LFA-Horizons |
| Communauté d'agglomération | Communauté d'agglomération Sophia Antipolis (CASA)      | 240600585 | 1er janvier 2002 | 24                 | 181 763 (2021)                | 482,80           | 377                | Antibes        |           | Jean Leonetti       | LR           |
| Communauté d'agglomération | Communauté d'agglomération Cannes Pays de Lérins (CAPL) | 200039915 | 1er janvier 2014 | 5                  | 157 452 (2021)                | 94,80            | 1 660              | Cannes         |           | David Lisnard       | LR           |
| Communauté d'agglomération | Communauté d'agglomération du Pays de Grasse            | 200039857 | 1er janvier 2014 | 23                 | 100 534 (2021)                | 489,90           | 205                | Grasse         |           | Jérôme Viaud        | LR           |
| Communauté d'agglomération | Communauté d'agglomération de la Riviera Française      | 240600551 | 1er janvier 2002 | 15                 | 72 609 (2021)                 | 660,10           | 110                | Menton         |           | Yves Juhel          | LR           |
| Communauté de communes     | Communauté de communes du Pays des Paillons             | 240600593 | 17 décembre 2003 | 11                 | 21 347 (2021)                 | 202,80           | 105                | Blausasc       |           | Cyril Piazza        | LR           |
| Communauté de communes     | Communauté de communes Alpes d'Azur                     | 200039931 | 1er janvier 2014 | 34                 | 9 885 (2021)                  | 888,50           | 11                 | Puget-Théniers |           | Charles Ange Ginésy | LR           |

## Historique

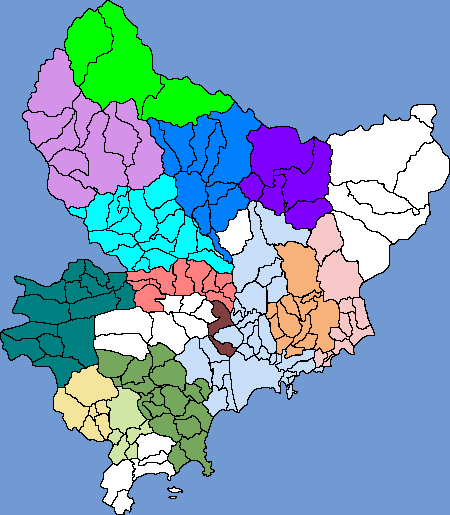
Carte de l'intercommunalité dans les Alpes-Maritimes le 1 janvier 2011
Communes isolées
CA Pôle Azur Provence
CC des Terres de Siagne
CC des monts d'Azur
CA de Sophia Antipolis
CC de la vallée de l'Estéron
CC des vallées d'Azur
CC de Cians Var
Communauté urbaine Nice Côte d'Azur
CC des Coteaux d'Azur
CC de la Tinée
CC Vésubie-Mercantour
CC des stations du Mercantour
CC du Pays des Paillons
CA de la Riviera française

Au 1er janvier 2011 le département des Alpes-Maritimes comprend les quatorze structures intercommunales listées dans la carte ci-contre ainsi que dix-huit communes isolées.
En application de la loi de réforme des collectivités territoriales n° 2010-1563 du 16 décembre 2010 » fixant la finalisation de l'intercommunalité sur le territoire national au 31 décembre 2012, le préfet des Alpes-Maritimes présente, lors de l'installation de la commission départementale de coopération intercommunale le 22 avril 2011, un projet de schéma de l'intercommunalité du département. Celui-ci prévoit, conformément à la loi, une modification du paysage intercommunal existant au 1er janvier 2011 par l'intégration des communes isolées au sein de structures intercommunales dont le nombre est réduit à six structures contre quatorze auparavant : une communauté d'agglomération de la Riviera française étendue, une communauté d'agglomération de Sophia Antipolis étendue, une communauté de communes interdépartementale Cians Var Vallée d'Azur de l'Estéron Pays d'Entrevaux, une communauté de communes du pays des Paillons, une communauté d'agglomération SCoT de l'ouest et une métropole Nice Côte d'Azur, résultant de la fusion des structures existantes et privilégiant une solidarité nord-sud. Après un certain nombre de modifications prenant en compte, à la majorité des deux tiers, l'avis des communes, EPCI, syndicats intercommunaux et syndicats mixtes concernés, la commission émet un avis favorable le 9 décembre 2011 et le schéma départemental est adopté par arrêté préfectoral du 27 décembre 2011.
Le 31 décembre 2011, la métropole Nice Côte d'Azur voit le jour, entraînant la disparition de la communauté urbaine Nice Côte d'Azur (qui avait remplacé la communauté d'agglomération Nice Côte d'Azur), de la communauté de communes de la Tinée, de la communauté de communes des stations du Mercantour et de la communauté de communes Vésubie-Mercantour. Les dix autres structures restent identiques dans l'attente du résultat des discussions qui se poursuivent.
Ainsi, du 1er janvier 2012 au 31 décembre 2013, 146 communes des Alpes-Maritimes sur 163 font partie de l'une des onze structures intercommunale suivantes :
| Type d'intercommunalité    | Nom                                                       | Population     | Communes | Président | Président           | Parti  |
| -------------------------- | --------------------------------------------------------- | -------------- | -------- | --------- | ------------------- | ------ |
| Métropole                  | Métropole Nice Côte d'Azur                                | 545 000 (2010) | 45       |           | Christian Estrosi   | UMP    |
| Communauté d'agglomération | Communauté d'agglomération de Sophia Antipolis (CASA)     | 175 565 (2009) | 16       |           | Jean Leonetti       | UMP-PR |
| Communauté d'agglomération | Pôle Azur Provence                                        | 76 116 (2008)  | 5        |           | Jean-Pierre Leleux  | UMP    |
| Communauté d'agglomération | Communauté d'agglomération de la Riviera française (CARF) | 64 746 (2006)  | 10       |           | Patrick Césari      | UMP    |
| Communauté de communes     | Communauté de communes du pays des Paillons               | 20 716 (1999)  | 13       |           | Francis Tujague     | PCF    |
| Communauté de communes     | Communauté de communes des terres de Siagne               | 20 101 (2006)  | 6        |           | Maxime Coullet      | DVD    |
| Communauté de communes     | Communauté de communes Les Coteaux d'Azur                 | 5 255 (1999)   | 2        |           | Émile Tornatore     | PCF    |
| Communauté de communes     | Communauté de communes des vallées d'Azur                 | 3 897 (1999)   | 16       |           | Robert Velay        | UMP    |
| Communauté de communes     | Communauté de communes de la vallée de l'Estéron          | 3 480 (1999)   | 10       |           | Pierre-Guy Morani   | UMP    |
| Communauté de communes     | Communauté de communes de Cians Var                       | 2 179 (1999)   | 9        |           | Charles Ange Ginésy | UMP    |
| Communauté de communes     | Communauté de communes des monts d'Azur                   | 2 139 (1999)   | 14       |           | Michèle Olivier     | UMP    |

Des amendements au projet de nouveau schéma intercommunal, résultant des délibérations des conseils municipaux et prévoyant finalement sept structures intercommunales, sont présentés à la commission départementale du 10 décembre 2012, qui émet un avis favorable. Le nouveau schéma intercommunal, qui doit entrer en vigueur le 1er janvier 2014, est fixé par arrêté préfectoral du 18 décembre 2012 et soumis au conseil des maires devant se prononcer dans le délai de trois mois. La majorité requise étant atteinte, un bilan des délibérations de l'ensemble des communes du département, entérinant les périmètres arrêtés lors de la commission précédente, est présenté par le préfet aux membres de la CDCI le 15 avril 2013,.

### Vidéographie
Démocratie Zéro6, Film documentaire traitant de la mise en place de l’intercommunalité dans les Alpes-Maritimes, réalisé par Michel Toesca - 2012 - 81 minutes.